# Aphodius elisabethae
Aphodius elisabethae là một loài bọ cánh cứng trong họ Scarabaeidae. Loài này được Endrodi miêu tả khoa học năm 1956.